# Excelsior !
Excelsior ! és un curtmetratge francès dirigit per Georges Méliès, estrenat el 1901, a l'inici del cinema mut. Apareix com els números 357–358 als catàlegs de Star Film Company.

## Sinopsi
Un prestidigitador treu un mocador de la boca al seu ajudant. Del mocador, treu un gran aquari, utilitza el braç del seu ajudant com a bomba per omplir-lo i després s'extreu el peix de la boca. L'aigua i els peixos desapareixen per deixar pas a una llagosta que deixa la seva a una noia bonica vestida de pallasso. Aleshores divideix la noia, transforma els dos personatges en banderes, s'hi vesteix i se'n va.